# Vrátkov
Vrátkov je obec ležící v okrese Kolín v údolí bezejmenného občasného přítoku potoka Bušince a na přilehlém návrší asi 3 km jihozápadně od města Český Brod. Má 291 obyvatel a její katastrální území má rozlohu 242 ha. V roce 2011 zde bylo evidováno 131 adres.
Vrátkov je také název katastrálního území o rozloze 2,42 km².

## Historie
První zmínka o vsi pochází z roku 1381 v Libri Erectionum. Tehdy byla vlastníkem dvora „in Wratkow“ boleslavská kapitula.
Od roku 1592 bylo vlastníkem vsi nedaleké město Český Brod, které o ní přišlo po bitvě na Bílé hoře v roce 1623. Tehdy Vrátkov koupil Karel kníže Lichtenštejn a v majetku Lichtenštejnů zůstal až do roku 1919.

### Územněsprávní začlenění
Dějiny územněsprávního začleňování zahrnují období od roku 1850 do současnosti. V chronologickém přehledu je uvedena územně administrativní příslušnost obce v roce, kdy ke změně došlo:
- 1850 země česká, kraj Pardubice, politický okres Černý Kostelec, soudní okres Český Brod[6]
- 1855 země česká, kraj Praha, soudní okres Český Brod
- 1868 země česká, politický i soudní okres Český Brod
- 1939 země česká, Oberlandrat Kolín, politický i soudní okres Český Brod[7]
- 1942 země česká, Oberlandrat Praha, politický i soudní okres Český Brod[8]
- 1945 země česká, správní i soudní okres Český Brod[9]
- 1949 Pražský kraj, okres Český Brod[10]
- 1960 Středočeský kraj, okres Kolín, obec Tismice
- 1989 osamostatnění od Tismic
- 2003 Středočeský kraj, okres Kolín, obec s rozšířenou působností Český Brod

## Okolní obce
Katastr obce sousedí s katastrálními územími Tismice, Doubravčice, Tuchoraz, Mrzky a Český Brod. Východní část obce plynule přechází do osady Zahrady, jež je součástí města Český Brod.

## Doprava
Dopravní síť
- Pozemní komunikace – Do obce vedou silnice III. třídy. Ve vzdálenosti 2 km vede silnice I/12 Praha – Kolín.
- Železnice – Železniční trať ani stanice na území obce nejsou. Nejbližší železniční stanicí je Český Brod ve vzdálenosti 4 km ležící na trati 011 z Prahy do Kolína.

Veřejná doprava 2023
- Autobusová doprava – Obcí vedla autobusová linka PID č. 435 v trase Říčany, Wolkerova - Hradešín – Český Brod – Chrášťany – Klučov,Skramníky (v pracovních dnech 14 spojů, o víkendech 6 spojů) (dopravce ČSAD POLKOST, s. r. o.).

## Galerie

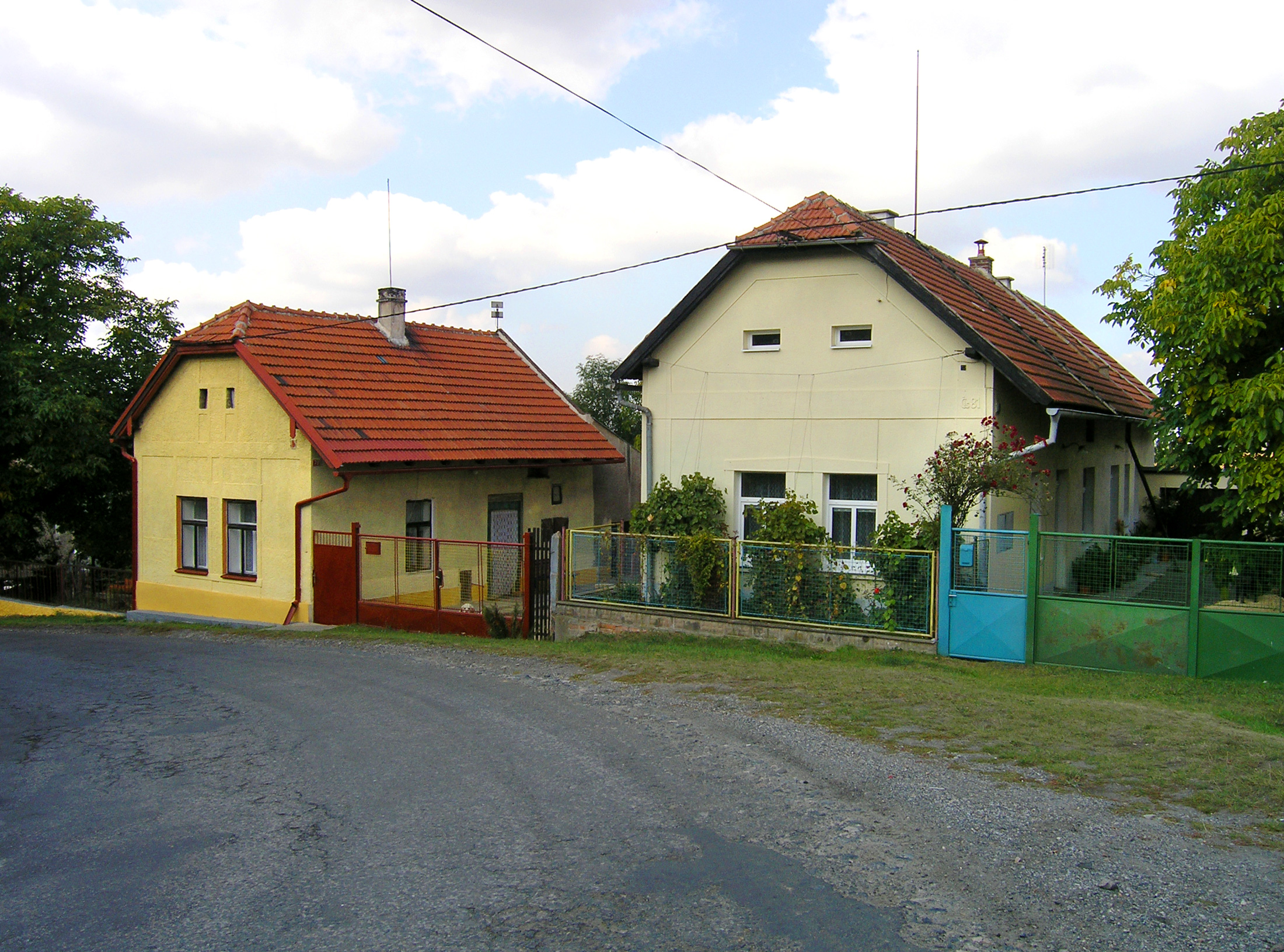
Severní část Vrátkova
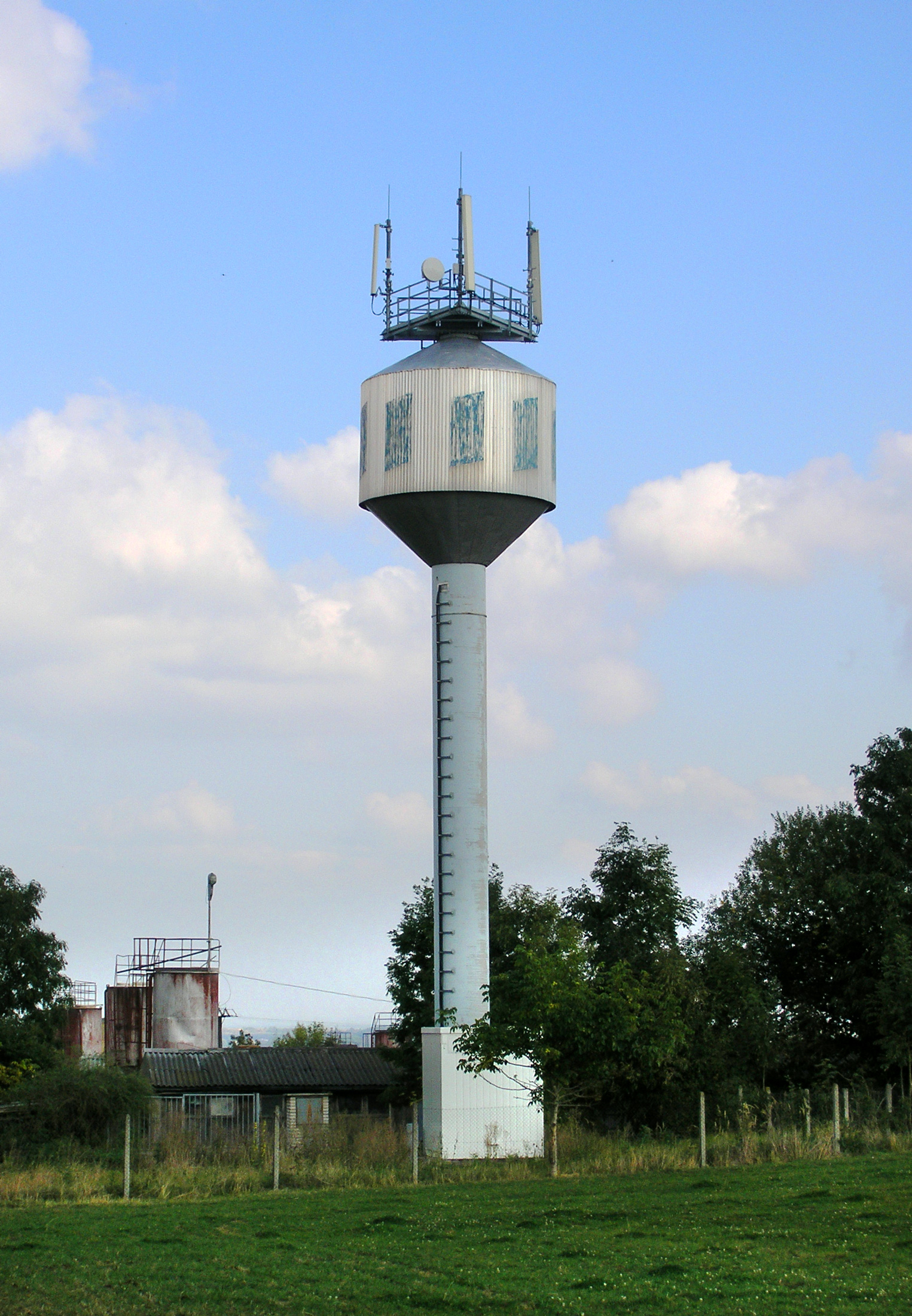
Vodojem je dominantou obce
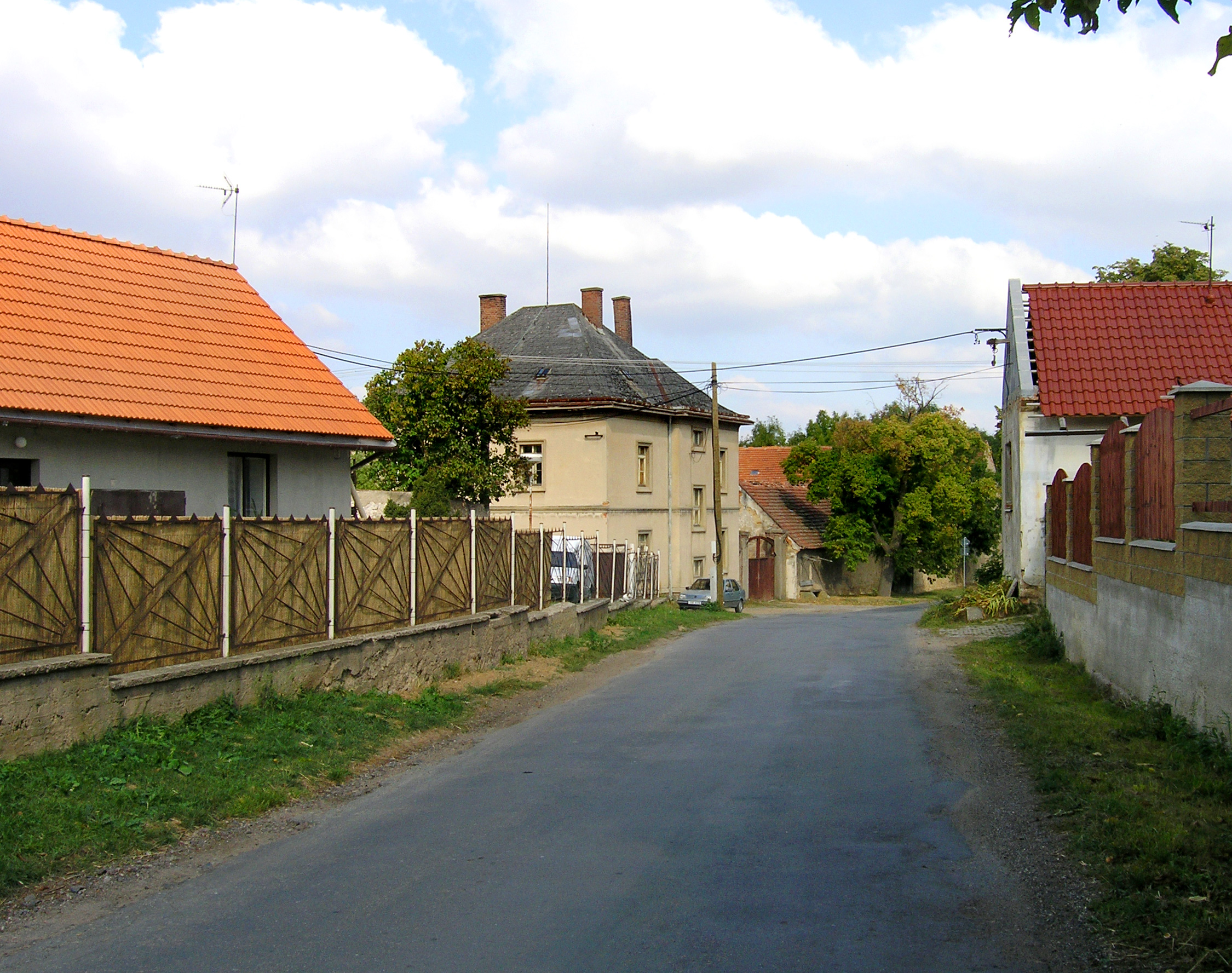
Silnice od Doubravčic
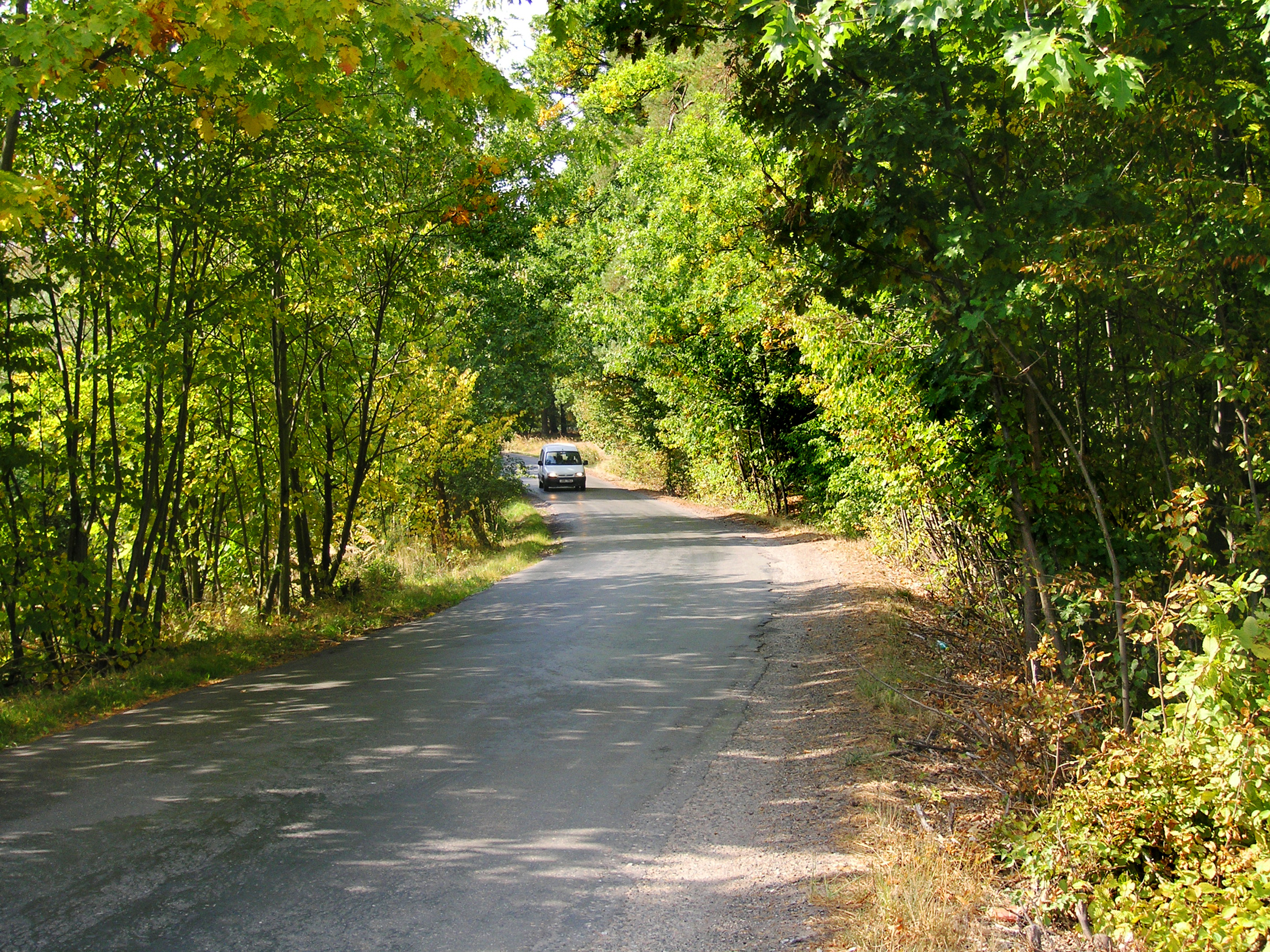
Lesy v jižní části obce